# Гінтарас Бересневічюс
Ґінтарас Береснявічюс (лит. Gintaras Beresnevičius, нар. 8 липня 1961, Каунас — пом. 6 серпня 2006, Вільнюс) — литовський історик та релігієзнавець, основним напрямком якого була балтійська міфологія.

## Біографія
Народився в Каунасі 1961. 1984 року закінчив історичний факультет Вільнюського університету. З 1986 року працював в різних університетах. 1993 року захистив докторську дисертацію. Опублікував понад сто наукових статей. Працював у журналах «Naujasis Židinys» (Новий вогонь) та «Šiaurės Atėnai» (Північні Афіни). 2001 року отримав нагороду від президента Литви за свою колекцію есеїв з історії Литви під назвою «Ant laiko ašmenų». 2003 року видав підручник з релігієзнавства для шкіл.
Крім наукової роботи Бересневічюс був також письменником та публіцистом. Він видавав романи, кілька віршів, цілу низку есе (під різними псевдонімами, найчастішим з яких було Антанас Середа). Короткі оповідання були написані під впливом робіт Даниїла Хармса.

## Головні роботи
- Dausos: pomirtinio gyvenimo samprata senojoje lietuvių pasaulėžiūroje (Даусос: Концепція життя після смерті в древньо-литовському світобаченні) (1990).
- Baltų religinės reformos (Реформи балтійських релігій) (1995).
- Religijų istorijos metmenys (Нарис з історії релігій) (1997).
- Religijotyros įvadas (Вступ до релігійних студій) (1997).
- Trumpas lietuvių ir prūsų religijos žodynas (Короткий словник литовської та пруської релігії) (2001).
- Ant laiko ašmenų (eseistika). Vilnius: Aidai, 2002. ISBN 9955-445-41-6
- Imperijos darymas: Lietuviškos ideologijos metmenys (Куючи імперію: нарис з литовської ідеології) (2003).
- Eglė žalčių karalienė ir lietuvių teogoninis mitas (2003).
- Palemono mazgas. Palemono legendos periferinis turinys (2003).
- Lietuvių religija ir mitologija: sisteminė studija (Литовська релігія та міфологія: систематичне вчення) (2004).